# Тарновський Володимир Володимирович
Володимир Володимирович Тарновський (2 серпня 1872, Херсонська губернія — 19 березня 1954) — офіцер, банкір, фінансист.

## Життєпис
Нащадок славного козацького роду народився 2 серпня 1872 р. у родовій садибі с. Юльканівка на Херсонщині. Його батько, відставний полковник, мав 530 десятин землі.
Звісно, хлопчику посміхалася доля військового: кадетський корпус, юнкерське училище, потім армія, та після трьох років служби гвардійський офіцер подав у відставку. На подив усіх знайомих Володимир Тарновський подався у фінансову галузь. Без спеціальної освіти, «волохатої лапи» молодий талант швидко просунувся, став мільйонером, організував і очолив Самарський купецький банк. У 30 років був призначений управителем міського відділення Московського міжнародного торгового банку. З 1912 р. Володимир Тарновський працював директором, членом правління одного із найбільших акціонерних банків Росії – Сибірського торгового банку в Петербурзі (його оклад був 100 тисяч рублів на рік).
Від початку війни 42-річний мільйонер, батько симпатичної родини (дружина та дочка) повернувся до свого лейб-гвардійського 3-го стрілецького полку, на Західний фронт. За вісім місяців від полку лишилося 250 осіб, увесь цей час поручик Тарновський провів у окопах. Він вижив, але хворим був евакуйований у тил. Влітку 1917 р. він пропонував план убивства Леніна – головного винуватця розкладання армії. Наприкінці жовтня 1917 р. 45-річний банкір В. В. Тарновський мав власний капітал у розмірі 3 млн. рублів.
Після більшовицького перевороту з родиною виїхав до Фінляндії, але згодом повернувся; взяв найактивнішу участь у економічній реформі.
Фінансова ситуація тих часів була до болю знайомою. Під час Першої Світової в Російській імперії надрукували зайвих грошей, відтак ціни поповзли вгору. Після жовтневого перевороту, коли існували гроші лівих і правих, твердою валютою став самогон, країна перейшла на бартер, де найбільше цінували хліб, мило, сірники та нитки. За паляницю віддавали валізу папірців. Якщо на початку 1914 р. за долар давали 1 руб. 94 коп., 7 листопада 1917-го – 11 руб., у грудні 1919 р. – 72 руб. 46 коп., у 1920 р. за долар давали 256 радзнаків; у грудні 1921 р. – 1389 руб.
Кремлівські генії додумалися знищити гроші, як зло, та створити безгрошову «трудову одиницю» – «тред» – день праці робітника I розряду. У тексті програми РКП(б), ухвалено VIII з’їздом, сказано: «РКП буде прагнути можливо більшого проведення найрадикальніших заходів, що готують знищення грошей…».
Але ідеї Тарновського перемогли більшовицькі марення. Було відновлено недавно ліквідований Держбанк, дозволено вільний обіг валюти. У кінці 1922 р. запровадили радянський червінець – більшовикам імпонувала кривава назва. Першу радянську монету із чистого золота номіналом 10 червінців у народі називали «сіяч». Золотий рубль містив 17,424 долі золота і кожний міг його отримати у банку. Так вижила радянська влада, почалася нова економічна політика – НЕП. У 1924 р. припинився обіг двох валют, у населення викупили радзнаки. У ці часи червонець ледь не став міжнародною валютою, його можна було придбати чи обміняти у всіх країнах світу.
Та надовго більшовикам розуму не вистачило: у 1926 р. заборонили вивіз червінців за кордон, через два роки – ввіз. Тоді ж почалися чистки держапарату. Спочатку чекіст з’ясували, хто був батьком Тарновського, і його засудили на півроку примусових робіт. Згодом колишній мільйонер, царський офіцер був «вичищений за першою категорією», що означало заборону на будь-яку роботу, позбавлення пенсії, вихідних виплат, виплат із безробіття.
Дружина була доведена до смерті, голова родини опікувався двома дочками, але відмовився тікати за кордон, де мав рахунки в банках. Навіть, коли загинула молодша дочка, Володимир Васильович не здався, одружився вдруге.
Тим не менше, у трагічному 1937-му працював бухгалтером Московської контори Держбанку. Перед виходом на пенсію, 1948 року колись царський гвардієць, мільйонер і дуелянт, «батько радянського червінця», обіймав посаду старшого консультанта Бюро експертів за правління Держбанку СРСР. Помер 19 березня 1954 року.